# Erkut Söğüt

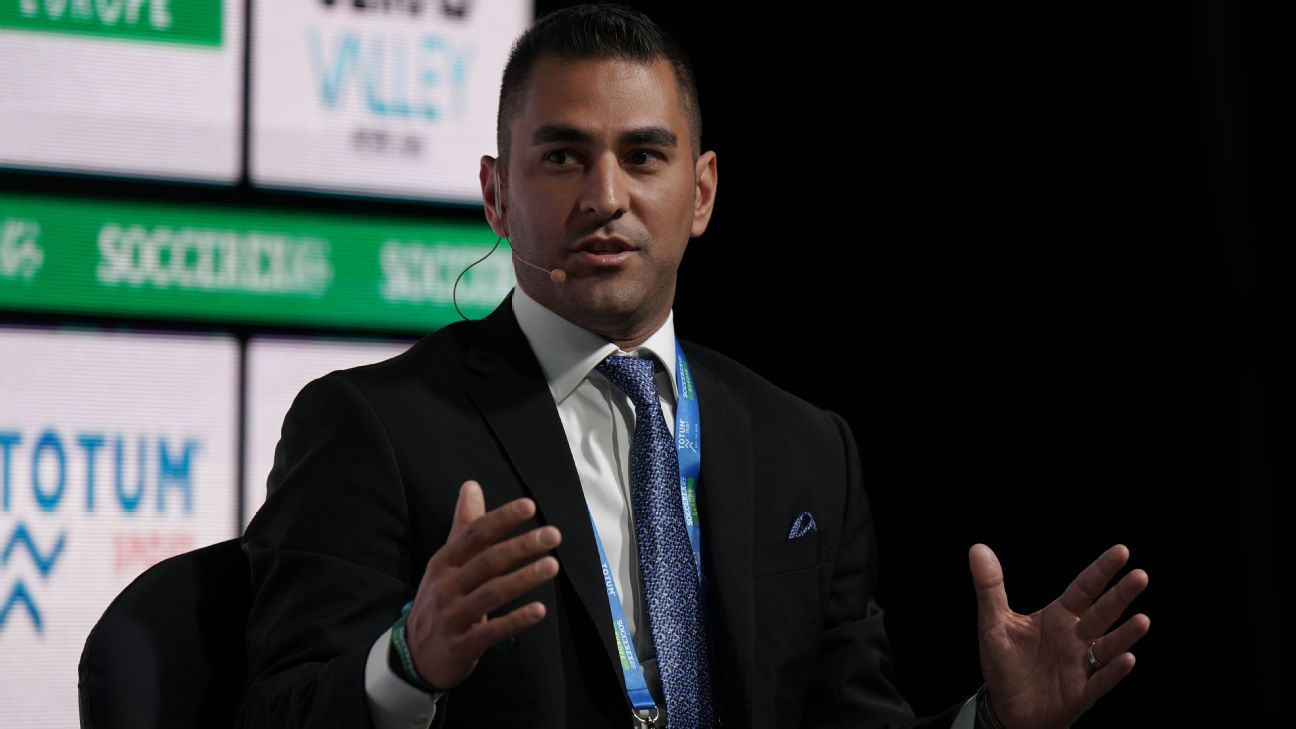
Erkut Söğüt (2019)

Erkut Söğüt (* 17. September 1980 in Hannover) ist ein deutscher Rechtsanwalt, Spielerberater, Dozent und Autor. Er ist unter anderem der Spielerberater von Ex-Nationalspieler Mesut Özil.

## Werdegang
Die Großeltern von Söğüt sind als erste Generation der Gastarbeiter aus Nevşehir (Türkei) in Deutschland eingewandert. Er wuchs in Hannover auf und schloss die Schule mit einem allgemeinbildenden Abitur im Jahr 2000 ab. Nach seinem Zivildienst nahm er im Jahr 2001 ein Jurastudium an der Universität Osnabrück auf und legte sein 1. Staatsexamen in Osnabrück ab. Er gründete als Jurastudent die Deutsch-Türkische Juristenvereinigung Osnabrück und fungierte für ein Jahr als Präsident des Vereins. Während seines Studiums absolvierte er einen Auslandsaufenthalt an der Universität des 9. September in Izmir. Während des Referendariats machte er Wahlstationen in der deutsch-indischen Außenhandelskammer in Neu-Delhi (Indien) mit dem Schwerpunkt der Schiedsgerichtsbarkeit und im Istanbuler Büro der deutschen Rechtsanwaltsgesellschaft Luther. Im Anschluss an sein Referendariat an der Rechtsanwaltskammer Düsseldorf legte er dort das 2. Staatsexamen ab und erlangte damit das Recht auf die Ausübung der Anwaltstätigkeit. Darauffolgend absolvierte er den Masterstudiengang "Deutsches, türkisches und internationales Wirtschaftsrecht" und erhielt einen Doppelabschluss von der Ruhr-Universität Bochum und der Kültür Universität Istanbul. Danach nahm er seine Promotion in Sportrecht unter Wulf Eckart Voß auf. Während Söğüt an seiner Promotion arbeitete, wurde er im Jahr 2013 zum Syndikus der Özil Marketing GmbH in Düsseldorf.
Söğüt spielte selbst Fußball in seiner Jugend und war Teil der Niedersachsen-Auswahl. Er besitzt die Spielerberaterlizenz des Deutschen Fußball-Bundes (DFB), des Weltbasketballverbandes (FIBA) und der Deutschen Eishockey Liga (DEL). Das Thema Bildung hat eine große Bedeutung für Söğüt, weshalb er sich in der Ausbildung und Weiterbildung von Spielerberatern spezialisiert hat. Er möchte damit auch der Skepsis entgegenwirken, womit der Beruf des Spielerberaters oft begutachtet wird. Damit in Zusammenhang hat er weltweit das erste Buch veröffentlicht, welches ein Ratgeber für angehende Fußballberater ist und beschreibt darin, wie man ein Fußballberater werden kann. Nach großem Interesse in der Welt des Fußballs und von Sportinteressierten wurde die 2. Auflage des Buches mit Gastbeiträgen von Robert Pires, dem Bruder von Pep Guardiola, dem Berater von Joachim Löw und dem Berater von Leon Goretzka veröffentlicht. Er lehrt international als Gastdozent an der Football Business Academy in Genf und der Sheffield Hallam University im Vereinigten Königreich. Zusätzlich hielt er Gastvorträge über Sportrecht und die Tätigkeit des Spielerberaters, an der Harvard Business & Law School, UCFB Wembley, George Washington University, University of Southern California, Copenhagen Business School, Nigeria Law School, University of Ghana, Universität Bayreuth und Heinrich-Heine-Universität Düsseldorf.
Seit 2018 ist Söğüt Teil der FIFA Agents Consultation Process, worin sich einige Spielerberater und Fußballfunktionäre über die anstehenden FIFA-Richtlinien für Fußballvermittler austauschen. Da Spielerberater weder offizielle Stakeholder in der Fußballindustrie sind, noch ein globales Vertretungsorgan haben, gründete er im Jahr 2020 die Vereinigung Professional Football Agents Association (PROFAA) mit Sitz in Zürich. In einem Artikel mit ESPN erwähnte Söğüt, dass PROFAA die Mission verfolgt, Fußballberater zu offiziellen Stakeholdern der Fußballindustrie zu machen. Momentan hält er die Position des Vizepräsidenten innerhalb des internationalen Spielerberaterverbandes.
Söğüt hat im Jahr 2015 die Marke "M10" seines Klienten Mesut Özil ins Leben gerufen und sagte in einem Interview mit dem deutschen Journalisten Raphael Honigstein, dass Fußballer selbst als Marken eingestuft werden können. Söğüt ist verantwortlich für die Online-Kanäle seines Klienten Özil mit insgesamt mehr als 100 Millionen Followern auf Social Media, was ihn zum meistgefolgten deutschen Nationalspieler macht. Der Sportsender Spox und die Sportkonferenz Soccerex berichteten, dass es neben M10 esports für die Spiele FIFA und Fortnite und M10 Streetwear für Sportkleidung auch eine eigene M10 Fußballschuhproduktion geben soll. Söğüt trug einen wesentlichen Teil zur Nominierung Özils als offizieller Botschafter des 2018 FIFA eWorld Cup in London bei. Gemeinsam mit Ex-Fußballprofi Mathieu Flamini und Özil ist Söğüt außerdem Co-Founder und Director bei Unity, welche sich unter anderem auf nachhaltig verpackte Kosmetikprodukte spezialisiert hat. Sein Klient Özil ist weltweit der erste Athlet mit einem digitalen Avatar, der für eine Rekordsumme von über 400.000 € ersteigert wurde. Söğüt spielte eine große Rolle in dieser Entwicklung und platziert seinen Klienten damit neben Künstlern wie Rihanna, Justin Bieber und Cardi B, die auch einen digitalen Avatar haben. Überdies ist Sögüt Geschäftsführer der 39-Steps-Café-Kette, die auch ein gemeinsames Unternehmen mit seinem Klienten Özil ist. Diese Projekte sind Teil von Söğüt's Dienstleistung für seine Klienten, nämlich "eine weitere Karriere nach der Zeit als Fußballer" vorauszuplanen. Ferner handelte Söğüt für seinen Klienten Özil im Jahr 2018 den damals höchstdotierten Vertrag sowohl in der Premier-League-Geschichte als auch in der Geschichte des Londoner Fußballclubs Arsenal aus, womit Özil mit einem Wocheneinkommen von £350,000 zu einem Topverdiener in der Englischen Fußballliga wurde. Auch außerhalb des Fußballplatzes ist Söğüt laut verschiedenen Medienquellen der "Strippenzieher" hinter Mesut Özil. In der Vergangenheit wurde er mit dem Austritt Özils aus der deutschen Nationalmannschaft in Verbindung gebracht.

## Engagement
Söğüt ist im Vorstand der internationalen Charity-Organisation BigShoe, welche sich der weltweiten Operation von Kindern in gesundheitlicher Not gewidmet hat. Mittlerweile wurden über tausend Kinder in Ländern wie Brasilien, Indien, Russland, behandelt. Die Operationen werden betreut von einer deutschen Ärztegruppe.
Neben der Operation von Kindern ist Söğüt auch Board Member bei der NGO Football For Peace, die von den United Nations unterstützt wird. Die NGO hat die Mission, mit Hilfe von Fußball die Verständigung zwischen Staaten zu fördern und Sport als diplomatisches Werkzeug zu benutzen. Unter den Botschaftern der Wohltätigkeitsarbeit von Football for Peace waren Fußballer wie Pelé, Ronaldinho, Özil, Louis Saha und Mathieu Flamini.
Ferner wurde bekannt, dass Söğüt während der Zeit von Özil bei Arsenal bei jedem Heimspiel Kinder mit einer unheilbaren Krankheit in die eigene Stadionloge einlud. Zusammen mit Özil empfingen sie die Kinder mit ihren Familien im Emirates Stadion und begrüßten sie persönlich zum Fußballspiel.
Im Jahr 2016 organisierte Söğüt eine Charity-Kampagne gemeinsam mit Özil und sie besuchten gemeinsam auf Einladung vom jordanischen Prinz Ali das Saatari Flüchtlingslager in Jordanien, 80 km nordöstlich der jordanischen Hauptstadt Amman.

## Privates
Erkut Söğüt ist verheiratet und hat zwei Kinder.